# جهانگیر دری
جهانگیر دری (۱۹۳۲ تا ۲۰۱۸)، نویسنده ایرانی‌تبار روسیه و استاد زبان و ادبیات فارسی در دانشگاه دولتی مسکو است.وی به دلیل انتخاب شغل پدرش به سمت رایزن ایران در شوروی تا به امروز ساکن کشور روسیه است و بیش از نیم قرن به ترویج زبان و ادبیات فارسی در کشور روسیه پرداخته‌است. از وی تاکنون ۹ کتاب و بیش از ۲۰۰ مقاله علمی نگاشته‌است و ۱۵ مجموعه از آثار نویسندگان ایرانی را به زبان روسی ترجمه کرده‌است.
از آثار او می‌توان به نثر طنز فارسی، ایران من و ایرانی زنده (خاطرات جهانگیر دری)، ترجمه کتاب بچه‌های قالیباف خانه نوشته هوشنگ مرادی کرمانی به روسی اشاره کرد.